# Сидоровец (Новгородская область)
Сидоровец — упразднённая в 2012 году деревня (урочище) в Старорусском муниципальном районе Новгородской области с весны 2010 года относилась к Великосельскому сельскому поселению.

## География
Урочище находится на Приильменской низменности на высоте 59 м над уровнем моря. Деревня расположена в междуречье Холыньи и Полисти, в километре к западу от Холыньи, в двух километрах к востоку от Полисти, и в пяти километрах к юго-востоку от деревни Астрилово.

## Население
| 2010 |
| ---- |
| 0    |

На 1 января 2011 года постоянного населения не имеет.

## История
Упоминается в писцовых книгах Шелонской пятины с 1498 года.
До весны 2010 года входила в ныне упразднённое Астриловское сельское поселение. На основании постановления Новгородской областной Думы № 402-5ОД от 26 декабря 2012 года «Об упразднении статуса населённых пунктов Великосельского поселения Старорусского района» был упразднён статус населённого пункта у деревни Сидоровец в связи с утратой признаков населённого пункта. Законом Новгородской области № 216-ОЗ от 1 марта 2013 года деревня была исключена из состава сельского поселения.